# Turmero
Turmero ist eine Stadt im Bundesstaat Aragua im Norden von Venezuela.
Die Stadt hat ungefähr 52.000 Einwohner, wurde 1620 gegründet und ist Hauptstadt des Bezirks (Municipio) Santiago Mariño.

## Geografie
Die Stadt liegt 40 km südlich der Küste der Karibik, 20 km östlich des Valenciasees. 10 km im Westen liegt Maracay.

## Städtepartnerschaften
- Maracay, Venezuela
- Cagua, Venezuela
- Calabozo, Venezuela
- San Juan de los Morros, Venezuela
- La Victoria, Venezuela
- Coro, Venezuela

## Söhne und Töchter
- Francisco Linares Alcántara (1825–1878), General und Politiker, Präsident der Republik Venezuela 1877–78
- Enrique José Parravano Marino (* 1955), katholischer Ordensgeistlicher, Weihbischof in Caracas

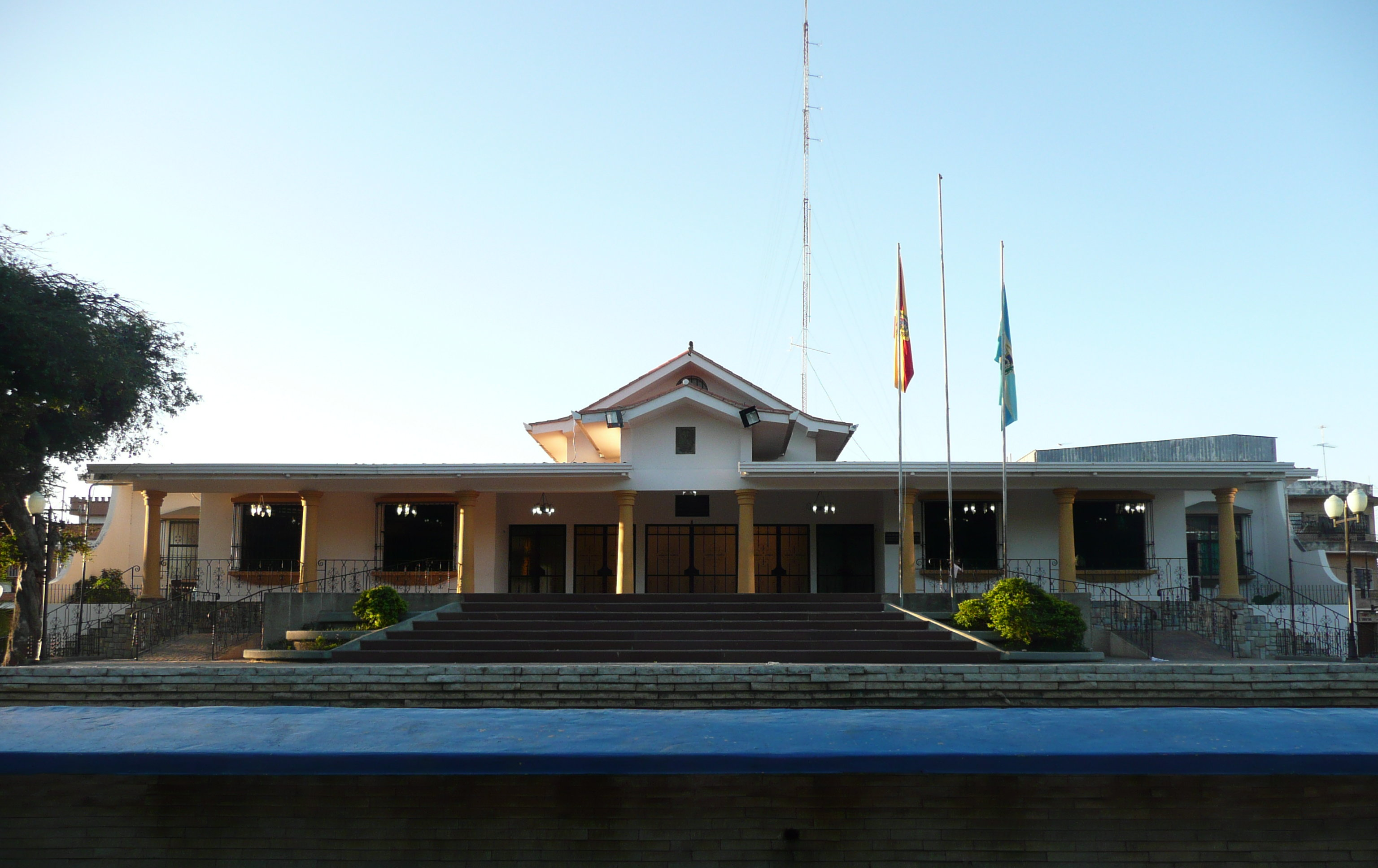
Rathaus von Turmero, 2008